# Got LIVE if you want it!
got LIVE if you want it! je třetí a poslední EP kapely The Rolling Stones. Bylo nahráno v březnu 1965 v Liverpoolu a Manchesteru na turné kapely po Velké Británii. EP se na britském žebříčku umístilo na sedmém místě a některé nahrávky byly později použity na albech December's Children (And Everybody's) a Out of Our Heads.

## Seznam skladeb
1. "We Want The Stones" (Nanker Phelge) - 0:13
2. "Everybody Needs Somebody To Love" (Solomon Burke/Jerry Wexler/Bert Russell) - 0:36
3. "Pain In My Heart" (Naomi Neville) - 2:03
4. "Route 66" (Bobby Troup) - 2:36
5. "I'm Moving On" (Hank Snow) - 2:13
  - Skladby 4 and 5 později vydány na December's Children (And Everybody's)
6. "I'm Alright" (Mick Jagger/Keith Richard) - 2:22
  - Později vydáno na americké verzi Out of Our Heads